# Орден Святого Фердинанда (Испания)
Королевский военный орден Святого Фердинада (Сан-Фернандо) (исп. Real y Militar Orden de San Fernando, позднее переименован Cruz Laureada de San Fernando) — высший военный орден Испании.

## Описание
Орден назван в честь короля Кастилии и Леона Фернандо (Фердинанда) III (13 век), причисленного Католической церковью к лику святых в 17 веке.
Орден вручается за мужество и героизм, выдающиеся заслуги и самопожертвование во благо Испании. Кавалерами могут стать как представители личного состава вооружённых сил и Гражданской гвардии (последние в случае, если выполняют обязанности военного характера), так и гражданские лица, служащие в силовых структурах.
Престиж ордена гарантируется и поддерживается строгими требованиями к награждаемым.
Сувереном ордена Сан-Фернандо является Король Испании.

## История
Военный орден Сан-Фернандо был учрежден в 1811 году Кадисскими кортесами — временным правительством Испании в период наполеоновского вторжения (Пиренейские войны) и реально не контролировавшим большую часть страны.
Первые подвиги, которые были удостоены этой престижной награды были проявлены в войне за независимость Испании, в Альканьиском (Alcaniz) сражении 23 мая 1809, где действия артиллериста марешаль де кампа Мартина Гарсия-Лоигорри (Martín García-Loygorri e Ichaso) привели к убедительной победе над французами. Первыми кавалерами 1 января 1812 года стали марешаль де камп Гарсия-Лоигорри и полковник Кадисского полка Антонио Брэй.
В годы Гражданской войны в Испании орденом награждались сторонники Франко, тогда как высшей наградой у его противников-республиканцев был так называемый Мадридский знак.
9 ноября 2007 скончался генерал-лейтенант Д. Адольфо Эстебан Асенсьон (Adolfo Esteban Ascensión), последний ныне живший кавалер ордена в испанской армии. Для предотвращения исчезновения Ордена, был создан указ 899/2001, который вновь ввёл орден как награду за особые военные заслуги.

## Варианты ордена
- Большой крест ордена Святого Фердинанда : предназначен для награждения высших военных чинов.

- Кавалерский крест ордена Святого Фердинанда : предназначен для остальных военных, а также гражданских лиц. Внешне он совершенно идентичен Большому Кресту, не считая небольшой разницы в цвете мечей — красный вместо золотого.

- Коллективная награда ордена Святого Фердинанда — награда предназначена для награждения военных подразделений и гражданских органов, включая правоохранительные структуры.

- Военная медаль (индивидуальная и коллективная) — является как бы младшей степенью ордена. Ей могут быть награждены военнослужащие любого ранга, от солдата до генерала.

## Кавалеры Ордена
Список на испанском языке: es:Anexo:Condecorados con la Cruz Laureada de San Fernando.

## Коллективные награждения орденом
- 1937
- 28 января, награждение всех, кто примкнул к участникам обороны крепости Алькасар в Толедо.
- 18 мая, всех уцелевших в крепости Алькасар в момент её освобождения.
- 6 ноября, награждение защитников города Овьедо.
- 14 ноября, награждение защитников провинции Наварра.
- 1938
- 11 мая, штаб гражданской гвардии Тосины (Севилья).
- 11 июня, всех, кто оборонял Университетский город Мадрида.
- 30 сентября, коллективный подвиг экипажа корабля «Бискайский залив».
- 1939
- 17 июля, город Вальядолид — как «память о подвиге».
- 1941
- Выдан за Вторую Военную Компанию 26 августа 1937.
- 1943
- 12 ноября награда была вручена каталонской дружине (милиции) города Монтсеррата за Первую и Вторую Компанию за их героические поступки в том числе при защите Кодо, с 24-25 августа 1937.
- 2012
- 1 июня Высшая коллегия ордена постановила признать геройскими действия кавалерийского полка «Алькантара» в битве при Анвале с 22 июля по 9 августа 1921, когда полк участвовал в арьергардных боях, где погибла его основная часть: 28 из 32 офицеров и 523 из 685 нижних чинов. В результате, полк стал первым в испанской армии, награждённым орденом Сан-Фернандо.

## Галерея

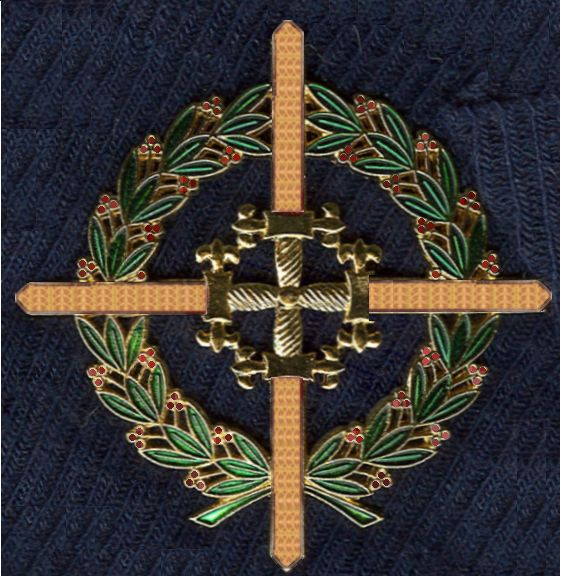
Большой Крест.
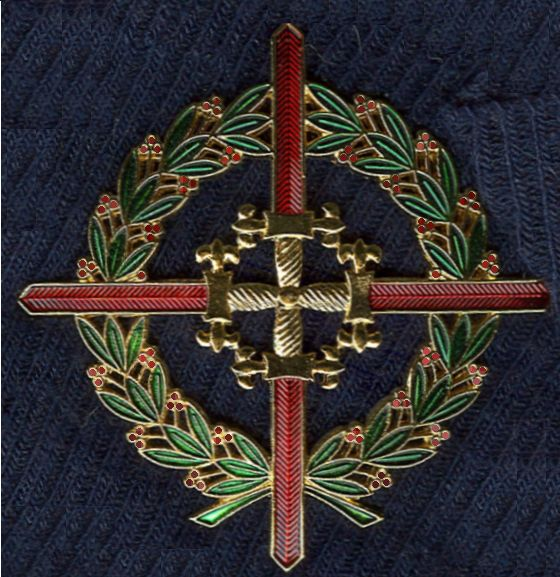
Крест Почета (Вторая степень).
Знак для коллективного награждения.
Современный вид ордена.
Военная медаль.
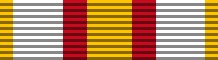
Орденская лента Военной медали